# Алисевич, Виталий Вячеславович
Вита́лий Вячесла́вович Алисе́вич (10 марта 1967 — 28 октября 2012) — советский и белорусский легкоатлет, специалист по метанию молота. Выступал за сборные СССР, СНГ и Белоруссии по лёгкой атлетике в 1980-х и 1990-х годах, чемпион мира среди юниоров, победитель и призёр первенств национального значения, участник ряда крупных международных стартов, в том числе чемпионата Европы в Хельсинки.

## Биография
Виталий Алисевич родился 10 марта 1967 года. На соревнованиях представлял город Минск.
Впервые заявил о себе в лёгкой атлетике на международном уровне в сезоне 1986 года, когда вошёл в состав советской сборной и выступил на юниорском мировом первенстве в Афинах — с результатом в 72 метра превзошёл всех соперников в метании молота и завоевал золотую медаль.
В июле 1988 года на соревнованиях в Пярну установил свой личный рекорд — 82,16 метра. Это был восьмой результат в мировом рейтинге метателей молота этого сезона.
В 1992 году стал чемпионом Белоруссии в метании молота, выиграл серебряную медаль на открытом зимнем чемпионате СНГ по метаниям в Адлере, где с результатом 78,66 уступил только титулованному Игорю Никулину.
После распада Советского Союза Алисевич остался действующим спортсменом и продолжил принимать участие в крупнейших международных стартах в составе белорусской национальной сборной. Так, в 1994 году он вновь выиграл чемпионат Белоруссии в метании молота, был лучшим в Первой лиге Кубка Европы в Валенсии (77,58), занял девятое место на чемпионате Европы в Хельсинки (74,44).
В 1995 году взял бронзу на Всемирных военных играх в Риме (74,58).
В 1996 году получил бронзовую награду в Группе В Первой лиги Кубка Европы в Бергене (72,62).
В 1997 году одержал победу на Играх Балтийского моря в Вильнюсе (71,72).
В 1999 году закрыл десятку сильнейших на Всемирных военных играх в Загребе (70,34).
Завершил спортивную карьеру по окончании сезона 2003 года.
Служил в Государственном пограничном комитете Республики Беларусь.
Был женат на известной белорусской легкоатлетке Татьяне Алисевич, специализировавшейся на многоборьях. Есть дочь Вероника.
Умер 28 октября 2012 года в возрасте 45 лет из-за проблем с сердцем.